# Fabio Buzzi
Fabio Buzzi (Lecco, 28 gennaio 1943 – Venezia, 17 settembre 2019) è stato un imprenditore, ingegnere e pilota motonautico italiano, fondatore della FB Design.

## Biografia
Fabio Buzzi nasce a Lecco nel 1943, discendente di una famiglia di progettisti e costruttori. Inizia la sua carriera di pilota a soli 17 anni, correndo sul Po la Pavia-Venezia. Si laurea nel 1970 in ingegneria meccanica al Politecnico di Torino, portando come tesi un'automobile fuoristrada autocostruita, secondo veicolo progettato dopo aver già realizzato nel 1965 un'automobile Hot Rod.
Realizza invece il suo primo scafo da corsa nel 1974: uno scafo tre punti chiamato Mostro, la prima imbarcazione al mondo ad essere costruita in  kevlar® 49 (nome commerciale della fibra resistente brevettata dalla Dupont ad alto modulo), con cui conquista nel 1978 il record mondiale della classe S.4 alla velocità di 176,676 km/h.
È deceduto insieme ad altre due persone la sera del 17 settembre 2019, in seguito ad un incidente nautico avvenuto poco fuori dalla Laguna di Venezia, quando l'imbarcazione che lo stava trasportando si è schiantata contro la "lunata" posta appena fuori dalla bocca di porto tra Punta Sabbioni e il Lido. Aveva appena battuto il record sulla rotta Monte Carlo-Venezia.

## FB Design
Nel 1971 fonda la FB Design, originariamente con lo scopo di costruire barche da diporto, lavoro e soprattutto da corsa. Per anni l'attività principale del cantiere è stata infatti la competizione. In oltre 30 anni di attività FB Design ha vinto 52 titoli mondiali e ha stabilito oltre 48 record di velocità in tutte le classi esistenti della motonautica. In concomitanza con il declino del settore motonautico agonistico, l'azienda ha utilizzato l'esperienza maturata nella progettazione di imbarcazioni veloci da competizione per ampliare la sua produzione verso il settore di scafi militari.

## La carriera di pilota
- 1960: Prima gara (Pavia Venezia) 1963: Per la prima volta Campione Italiano nella classe C.U.
- 1979: Record mondiale di velocità per le imbarcazioni a motore diesel (191 Km/h)
- 1984: Campione del mondo UIM Offshore classe 3/6 lt
- 1984: Vincitore del Round Britain Race
- 1988: Campione del mondo UIM Offshore Classe 1
- 1988: Campione del mondo APB Offshore Classe 1
- 1992: Record mondiale di velocità per le imbarcazioni a motore diesel (252 Km/h)
- 1994: Campione del mondo APBA Offshore Superboat
- 1994: Vincitore della Cannonball Race Miami-New York No-Stop
- 1995: Campione del mondo APBA Superboat Offshore
- 1995: Campione americano APBA Superboat Offshore
- 1995: Campione del mondo APBA Classe A
- 1996: Campione del mondo APBA Superboat Offshore
- 1997: Campione del mondo APBA Classe A
- 1999: Record di velocità Miami-Nassau-Miami (media 87 nodi)
- 2001: Record Venezia-Montecarlo (20 nodi)
- 2001: Record Montecarlo-Londra (33 nodi)
- 2001: Record sul giro della Gran Bretagna (45 nodi)
- 2002: Vincitore assoluto della Pavia-Venezia alla media di 182 km/h
- 2004: Vincitore assoluto della Pavia-Venezia alla media di 197 km/h
- 2004: Record Venezia-Montecarlo (46.9 nodi)
- 2008: Vincitore della Cowes-Torquay-Cowes in 2:18:05, ad una media di 91mph
- 2010: Vincitore della Cowes 100 e della Cowes-Torquay-Cowes della Marathon World Cup
- 2012: Record di velocità tra New York e Bermuda (685NM in 17:06 alla media di 50 nodi)
- 2016: Record di velocità tra Montecarlo e Venezia (1141NM in 22:05 alla media di 53,3 nodi)[3]
- 2018: Record mondiale di velocità per le imbarcazioni a motore diesel (277,5km/h)[4]
- 2019: Record di velocità tra Montecarlo e Venezia (1141NM in 18:33 alla media di 61,48 nodi)[5]

## Risultati sportivi come progettista
- 52 campionati del mondo offshore
- 22 campionati europei offshore
- 27 campionati italiani offshore
- 40 record mondiali di velocità
- 7 Harmsworth Trophy